# Prince Charming (album)
Pour les articles homonymes, voir Prince Charming.
Albums de Adam and the Ants
Kings of the Wild Frontier
(1980) Friend or Foe
(1982)
Prince Charming est le 3e album de Adam and the Ants.

## Titres
| No  | Titre                                   | Durée |
| --- | --------------------------------------- | ----- |
| 1.  | Scorpios                                | 2:46  |
| 2.  | Picasso Visita El Planeta De Los Simios | 3:28  |
| 3.  | Prince Charming                         | 3:18  |
| 4.  | Five Guns West                          | 5:02  |
| 5.  | That Voodoo!                            | 4:18  |
| 6.  | Stand And Deliver                       | 3:35  |
| 7.  | Mile High Club                          | 2:42  |
| 8.  | Ant Rap                                 | 3:26  |
| 9.  | Mowhok                                  | 3:28  |
| 10. | S.E.X.                                  | 5:00  |

## Source
- (en) Prince Charming